# Seznam čilenskih generalov
Seznam čilskih generalov.

## B
Luis Barros Borgoño - Manuel Bulnes Pinto - 

## G
Carlos Prats González - 

## P
Augusto (José Ramón) Pinochet Ugarte - 
Francisco Antonio Pinto - 
José Joaquín Prieto -

## R
Giuseppe Rondizzoni -

## S
René Schneider Chereau - 